# Tampa Bay Buccaneers 1999
La stagione 1999 dei Tampa Bay Buccaneers è stata la 24ª della franchigia nella National Football League. Il rookie Shaun King sostituì l'infortunato e incostante Trent Dilfer nella seconda parte della stagione, guidando la squadra alla prima vittoria del titolo di division da 18 anni.
In vantaggio per 6-5 a pochi minuti dal termine della finale della NFC contro i St. Louis Rams, i Buccaneers furono superati a causa di un touchdown di Ricky Proehl. Con meno di un minuto rimanente, con un controverso uso dell'instant replay venne annullata una ricezione di Bert Emanuel che mise fine alle speranze di raggiungere a sorpresa il Super Bowl XXXIV.

## Calendario
| 1          | 12/9/1999          | New York Giants        | S 17–13            | 65,026             |
| 2          | 19/9/1999          | at Philadelphia Eagles | V 19–5             | 64,285             |
| 3          | 26/9/1999          | Denver Broncos         | V 13–10            | 65,297             |
| 4          | 3/10/1999          | at Minnesota Vikings   | S 21–14            | 64,106             |
| 5          | 10/10/1999         | at Green Bay Packers   | S 26–23            | 59,868             |
| 6          | Settimana di pausa | Settimana di pausa     | Settimana di pausa | Settimana di pausa |
| 7          | 24/10/1999         | Chicago Bears          | V 6–3              | 65,283             |
| 8          | 31/10/1999         | at Detroit Lions       | S 20–3             | 63,135             |
| 9          | 7/11/1999          | at New Orleans Saints  | V 31–16            | 47,129             |
| 10         | 14/11/1999         | Kansas City Chiefs     | V 17–10            | 64,927             |
| 11         | 21/11/1999         | Atlanta Falcons        | V 19–10            | 65,158             |
| 12         | 28/11/1999         | at Seattle Seahawks    | V 16–3             | 66,314             |
| 13         | 6/12/1999          | Minnesota Vikings      | V 24–17            | 65,741             |
| 14         | 12/12/1999         | Detroit Lions          | V 23–16            | 65,536             |
| 15         | 19/12/1999         | at Oakland Raiders     | S 45–0             | 46,395             |
| 16         | 26/12/1999         | Green Bay Packers      | V 29–10            | 65,273             |
| 17         | 2/1/2000           | at Chicago Bears       | V 20–6             | 66,944             |
| Playoff    |                    |                        |                    |                    |
| Divisional | 16/1/2000          | Washington Redskins    | V 14-13            | 65,835             |
| Finale NFC | 23/1/2000          | at St. Louis Rams      | S 11-6             | 66.396             |

## Premi
- Warren Sapp:

miglior difensore dell'anno della NFL